# 삼성 갤럭시 F62
삼성 갤럭시 F62(Samsung Galaxy F62) 또는 삼성 갤럭시 M62(Samsung Galaxy M62)는 삼성전자에서 Galaxy F 시리즈의 일부로 제조한 중급 안드로이드 스마트폰이다. 시리즈에서 두 번째로 출시되는 휴대폰이다. 7000mAh 배터리, 64MP 메인 카메라가 있는 쿼드 카메라 설정, 12MP 울트라와이드 카메라, 5MP 매크로 카메라 및 5MP 깊이 센서, 6.7 인치 (17 cm) 이전에 Samsung Galaxy Note 10 및 Note 10+ 플래그십 스마트폰에 사용된 Super AMOLED Plus 디스플레이 및 Exynos 9825 SoC가 탑재되었다.

## 성능

### 디자인
삼성 갤럭시 F62는 삼성 갤럭시 A71 및 삼성 갤럭시 M51과 매우 유사한 디자인이 특징이다. 전면 카메라용 컷아웃이 있는 6.7인치 Infinity-O 디스플레이가 있다. 프레임과 후면 패널은 플라스틱으로 만들어졌다. 볼륨 로커 옆의 오른쪽에 있는 전원 버튼의 역할을 하는 측면 장착 정전식 지문 판독기가 있다. 왼쪽에는 SIM 카드와 microSD 카드 트레이가 있다. 크기는 163.9 x 76.3 x 9.5mm이고 무게는 218g이다. 후면에 쿼드 카메라 설정이 있다. 레이저 그린, 레이저 그레이 및 레이저 블루로 제공된다.

### 하드웨어
갤럭시 F62은 삼성 전자에 의해 구동되는 실내 엑시 노스 9825 SoC에 7 개 내지 EUV 프로세스 옥타 코어 CPU 배 2.73 GHz의 삼성 M4와 최고 성능의 클러스터를 포함 4세대 맞춤형 코어, 2x 2.4Ghz Cortex-A75 코어가 있는 고성능 클러스터 및 4x 1.95Ghz Cortex-A55 코어, Mali G76-MP12 GPU 및 AI 작업용 NPU가 있는 고효율 클러스터. 20:9 종횡비, 1080x2400 픽셀 해상도, 최대 밝기 420니트 및 393ppi 픽셀 밀도의 6.7인치 Super AMOLED 디스플레이가 있다. 25W 고속 충전을 지원하는 7000mAh 고정식 배터리가 있으며 전화기는 25W 충전기와 함께 제공된다. 6GB 또는 8GB RAM과 128GB 내부 스토리지로 제공 되며 전용 microSD 카드 슬롯을 통해 최대 1TB까지 확장할 수 있다.

### 카메라
갤럭시 F62는 64 쿼드 후방 카메라 설정 갖는 MP를 소니 IMX682 메인 카메라 123 ° 시야, 5 MP 매크로 카메라 5 MP 깊이 센서 12 MP의 초광각 카메라가 있다. 전면에는 셀카를 위한 32MP 카메라가 있다. 전화기는 야간 모드, 야간 하이퍼랩스, 슈퍼 스테디 및 슬로우 모션 모드를 지원한다. 메인 카메라와 셀카 카메라 모두 4K 동영상 녹화를 지원한다. 셀카 카메라는 슬로우 모션도 지원한다.

### 소프트웨어
삼성 갤럭시 F62는 안드로이드 11 및 One UI 3.1과 함께 제공된다. 보안 폴더, AltZLife, Samsung Knox (버전 3.7) 및 삼성페이를 지원 한다.

## 출시
2021년 2월 8일, Samsung India는 공식 Instagram 페이지를 통해 장치가 2021년 2월 15일에 발표될 것이라고 발표했다. 2021년 2월 15일, Samsung Galaxy F62는 6GB 또는 8GB RAM과 128GB 내부 스토리지를 탑재하여 인도에서 발표되었다. 6GB 모델의 가격은 INR 23.999이고 8GB 모델의 가격은 INR 25.999이다.
2021년 3월 3일, Samsung Galaxy F62가 Samsung Galaxy M62라는 이름으로 말레이시아에서 출시되었다. 단, 레이저 그린 색상 옵션은 제공되지 않는다.